# Paul Sack
Paul Sack (* 19. Dezember 1887; † 12. September 1972) war ein deutscher Maurer. Er war Ehrenbürger der Stadt Stralsund.

## Leben
Sack trat im Jahr 1920 in die Kommunistische Partei Deutschlands (KPD) ein und war später Mitglied der Sozialistischen Einheitspartei Deutschlands (SED). Nach dem Zweiten Weltkrieg war er in Stralsund beim Aufbau der Volkswerft Stralsund tätig. Er gehörte der Betriebsgewerkschaftsleitung des VEB Bau-Union an und war deren Vorsitzender.
Im Jahr 1948 erklärte er sich nach anfänglicher Ablehnung in einem Gespräch mit Waldemar Verner bereit, ähnlich dem Bergarbeiter Adolf Hennecke die Arbeitsnorm seines Gewerkes zu übertreffen. Dazu ließ er am 27. Oktober 1948 an einem Pfeiler einer zu errichtenden Werfthalle einen Arbeitsplatz vorbereiten. Am 28. Oktober 1948 trat er seine Schicht an, in deren Lauf er 2600 Steine vermauerte. Dies bedeutete eine Steigerung der Arbeitsnorm von 430 Prozent.
Paul Sack gehörte ab 1949 dem Zentralvorstand der IG Bau-Holz des Freien Deutschen Gewerkschaftsbundes (FDGB) an. Er wurde in zahlreiche Betriebe und zu Konferenzen entsandt, um dort seine Arbeitsmethode vorzuführen und zu besprechen.
Im Januar 1949 nahm er an der 1. Parteikonferenz der SED teil. Im selben Jahr wurde er in den Kreisvorstand der SED gewählt. Er kandidierte für den FDGB bei den Wahlen zum Dritten Deutschen Volkskongress und wurde dort am 30. Mai 1949 zum Mitglied des Deutschen Volksrates gewählt. Nach der Konstituierung des Deutschen Volksrates zur provisorischen Volkskammer war er deren Mitglied.

## Ehrungen
Sack erhielt am 25. August 1949 den Nationalpreis der DDR 3. Klasse, überreicht von Wilhelm Pieck. Die Stadt Stralsund ernannte ihn am 1. September 1949 zum Stralsunder Ehrenbürger. Am 8. Februar 1968 wurde er mit dem Vaterländischen Verdienstorden der DDR in Silber geehrt. Weitere Auszeichnungen waren die Verdienstmedaille der DDR, die Fritz-Heckert-Medaille und die Ehrennadel der Gesellschaft für Deutsch-Sowjetische Freundschaft (DSF). Dreimal wurde Paul Sack als Aktivist der sozialistischen Arbeit ausgezeichnet.
Außerdem wurde eine Straße im Stralsunder Stadtteil Knieper Nord nach ihm benannt. Nach der politischen Wende in der DDR wurde ihm die Ehrenbürgerschaft aberkannt und die Straße in Carl-Ludwig-Schleich-Straße umbenannt.